# Willians Domingos Fernandes
Willians Domingos Fernandes, genannt Willians, (* 29. Januar 1986 in Praia Grande) ist ein ehemaliger brasilianischer Fußballspieler.

## Karriere
Willians erhielt seine fußballerische Ausbildung beim FC Santos sowie dem EC Santo André. Beim Santo André begann er 2007 auch seine Profilaufbahn in der Série B. Aufgrund seiner guten Leistungen holte der |CR Flamengo aus Rio de Janeiro den Spieler Anfang 2009 in sein Team. Mit dem Klub konnte Willians seine ersten Erfolge feiern, so z. B. den Gewinn der Série A 2009.
2012 holte ihn der Udinese Calcio nach Italien. Hier bestritt er nur wenige Spiele und ging bereits nach einer Saison zurück nach Brasilien zum SC Internacional nach Porto Alegre. Im Frühjahr 2015 wurde er dann vom Cruzeiro EC aus Belo Horizonte eingekauft.
Anfang 2016 wurde Willians an den SC Corinthians nach São Paulo ausgeliehen, im Gegenzug ging der Spieler Marciel Silva da Silva von Corinthians zu Cruzeiro. Nach der Leihe an Corinthians kehrte er Anfang 2017 zu Cruzeiro zurück, wobei sein weiterer Verbleib zunächst noch Unklar blieb. Nach seiner Rückkehr zu Cruzeiro kam er in der Staatsmeisterschaft von Minas Gerais zu keinen Einsätzen und wurde zur Meisterschaftsrunde an den Goiás EC in die Série B bis zum 30. November 2017 ausgeliehen. Zum Start in die Saison 2018 kehrte Willians nicht zu Cruzeiro zurück. Er wechselte zum Clube de Regatas Brasil. Nach Abschluss der Saison wechselte Willians erneut den Klub. Er unterzeichnete einen Kontrakt beim AD São Caetano.
Im Juni 2019 wurde bekannt, dass Willians aus seiner Zeit bei Cruzeiro noch ausstehende Zahlungen hat. Willians sollen Zahlungen in Höhe von 1.740.631,15 Real zustehen. Nachdem es zu Zahlungsrückständen gekommen war, hatte er sich mit dem Klub auf eine noch zu zahlende Summe von 956.193,85 Real geeinigt, welche in Raten zu zahlen wäre. Es war jedoch nur die erste Rate in Höhe von 159.368,85 Real gezahlt worden. Willians erklärte die Vereinbarung daraufhin als nichtig und forderte die Kündigung der Vereinbarung sowie die volle Zahlung der ursprünglichen Summe. Obwohl der Klub die verspätete Zahlung von Raten anerkannte, gab es nach dessen Ansicht keinen Grund für die Nichtigkeit der Vereinbarung.
Im Juli 2020 wurde sein Wechsel zum Goytacaz FC bekannt. Kurioserweise hatte er zwei Tage zuvor für den Porto Velho EC ein Testspiel gegen den CR Vasco da Gama bestritten, in welchem er über die volle Spielzeit auf dem Platz stand. Willians verließ im November 2020 Goytacaz wieder. Er unterzeichnete beim Nova Mutum EC. Bis zum Ende der Staatsmeisterschaft von Mato Grosso 2020. Den Wettbewerb konnte Nova Mutum am 23. Dezember 2020 gewinnen. Ende Januar 2021 verlängerte der Klub seinen Vertrag. Im Juni des Jahres wechselte Willians dann zum Castanhal EC. Hier beendete er nach Abschluss der Série D im September seine aktive Laufbahn.

## Erfolge
Flamengo
- Taça Rio: 2009, 2011
- Staatsmeisterschaft von Rio de Janeiro: 2009, 2011
- Campeonato Brasileiro de Futebol: 2009
- Taça Guanabara: 2011

SC Internacional
- Staatsmeisterschaft von Rio Grande do Sul: 2013, 2014
- Taça Piratini: 2013
- Taça Farroupilha: 2013

Nova Mutum
- Staatsmeisterschaft von Mato Grosso: 2020